# 中信出版集团

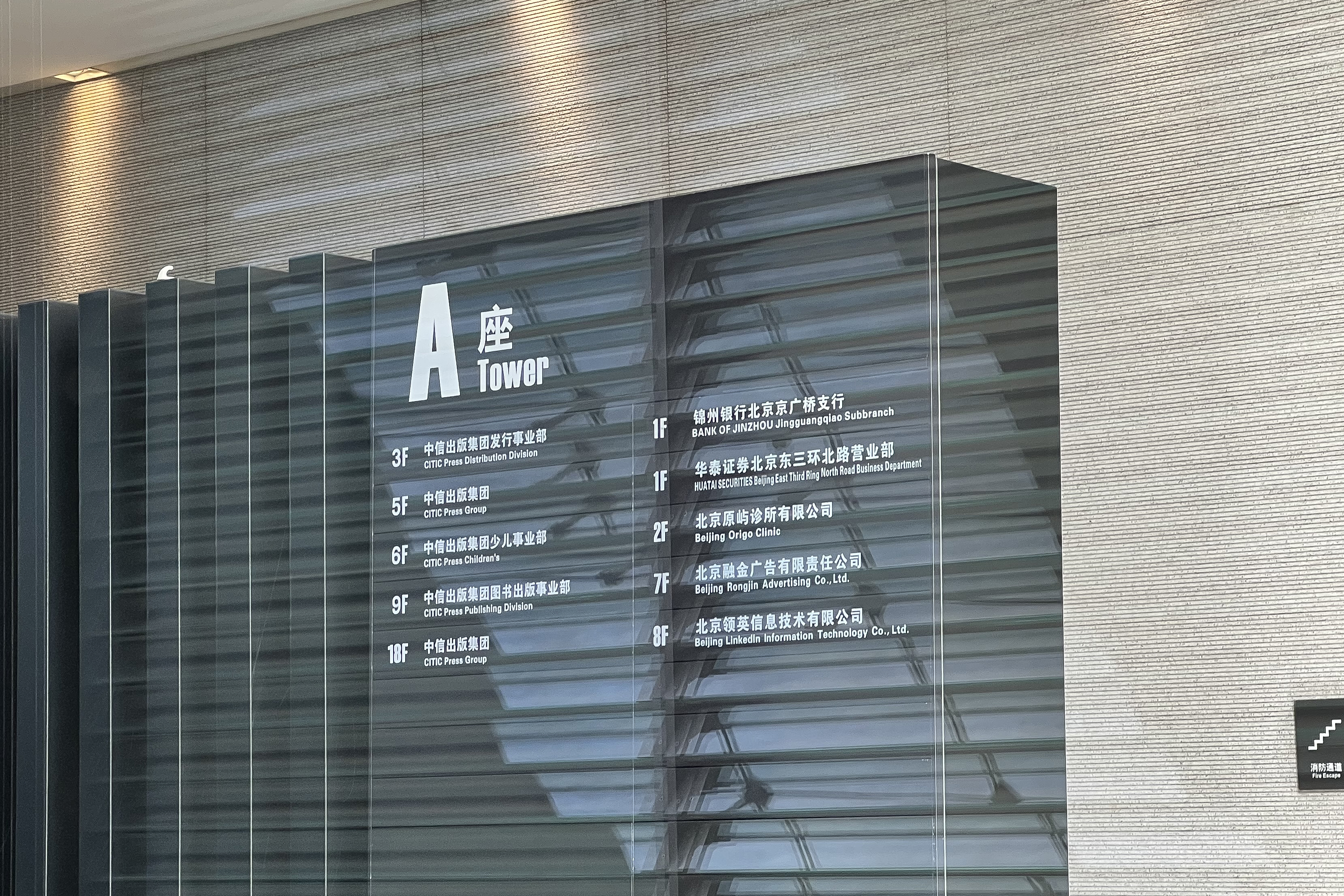
嘉铭中心A座入驻单位名单，显示中信出版集团占据了其多个楼层

中信出版集团股份有限公司（英語：CITIC Press Corporation，深交所：300788）是中华人民共和国北京市的一家出版社，成立于1988年，隶属于中国中信集团，位于北京市朝阳区东三环北路27号嘉铭中心A座3层、5层、6层、9层、18层及B座18层。现任董事长是王斌。
1988年8月20日，中信出版社获批准成立，隸属中国国际信托投资公司（后更名中国中信集团），为全民所有制企业。2008年，中信出版社改制为股份公司，称中信出版股份有限公司。2013年，中信出版股份发展为中信出版集团。2015年12月，中信出版集团登陆全国中小企业股份转让系统（新三板）。
中信出版专长于经管图书出版，亦出版文学等领域图书。
2017年9月27日，中信出版宣布与日本文化便利俱乐部合资设立中信出版日本株式会社。
於中信集團新總部中國尊啟用後，中信出版集團將於中國尊B1層購物廊設立中信书店旗艦店。

## 关联作品

### 漫画
中信出版集团旗下墨狸工作室出品
- 《水域》（漆原友纪） 2022年出版
- 《漆原友纪作品集 海与温柔眼神》（漆原友纪） 2022年9月出版
- 《再见绘梨》（藤本树）2023年1月出版
- 《我破碎的真理子》（平库和歌）2023年10月出版
- 《17-21》（藤本树）2024年1月出版
- 《22-26》（藤本树）2024年1月出版
- 《我的心吱吱叫》（胃下舌咪）2024年2月出版
- 《玛莉的音乐盒》（古屋兔丸） 2024年3月出版
- 《琉璃龙龙》（真藤雅兴）2024年3月出版
- （富坚义博） 2024年5月出版
- 《百米。》（鱼丰）2024年7月出版
- 《回忆爱玛侬》（梶尾真治原作，鹤田谦二绘）2024年8月出版
- 《放学后失眠的你》（尾城真）2024年10月出版
- 《外之国的少女》（Nagabe）
- 《婚礼的前一天》（穗积）出版预定
- 《日常》（新井圭一）出版预定
- 《伊藤润二自选杰作集》（伊藤润二） 出版预定
- 《人间失格》（太宰治原案，古屋兔丸绘） 出版预定
- 《星空清理者》（幸村诚）出版预定[7]
- 《TOUCH》（安达充）出版预定
- 《莉可丽丝》（Sprider Lily原作，備前やすのり绘）出版预定

中信出版集团旗下无界工作室出品
- 《花男》（松本大洋）2023年9月出版

中信出版集团旗下春潮工作室出品
- 《奇巧计程车》（原作：此元和津也/P.I.C.S.，作画：肋家竹一 ）